# Valeriana effusa
Valeriana effusa är en kaprifolväxtart som beskrevs av August Heinrich Rudolf Grisebach. Valeriana effusa ingår i släktet vänderötter, och familjen kaprifolväxter. Inga underarter finns listade i Catalogue of Life.